# チャイコフスキーの家博物館
国立チャイコフスキーの家博物館（こくりつチャイコフスキーのいえはくぶつかん、露: Государственный дом-музей П. И. Чайковского）は、モスクワの85キロメートル北西に位置するクリンに建つ田舎の家屋である。作曲家のピョートル・チャイコフスキーが1892年5月から1893年にこの世を去るまでの期間をこの家で過ごし、最後の大作となった交響曲第6番を書き上げた。建物は現在、博物館となっている。

## クリンでのチャイコフスキー

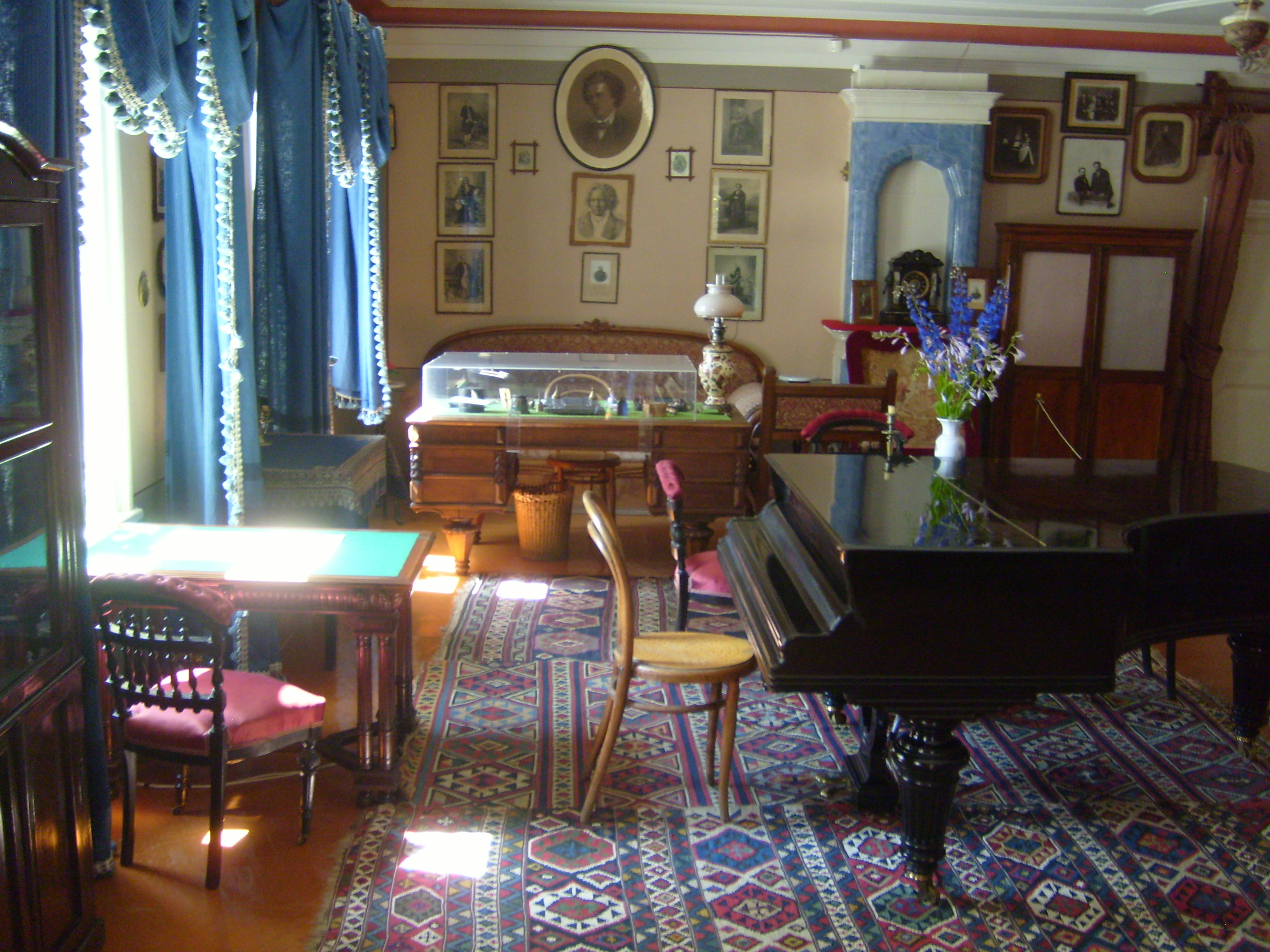
チャイコフスキーの家のサロン、ピアノとデスクが置かれている。

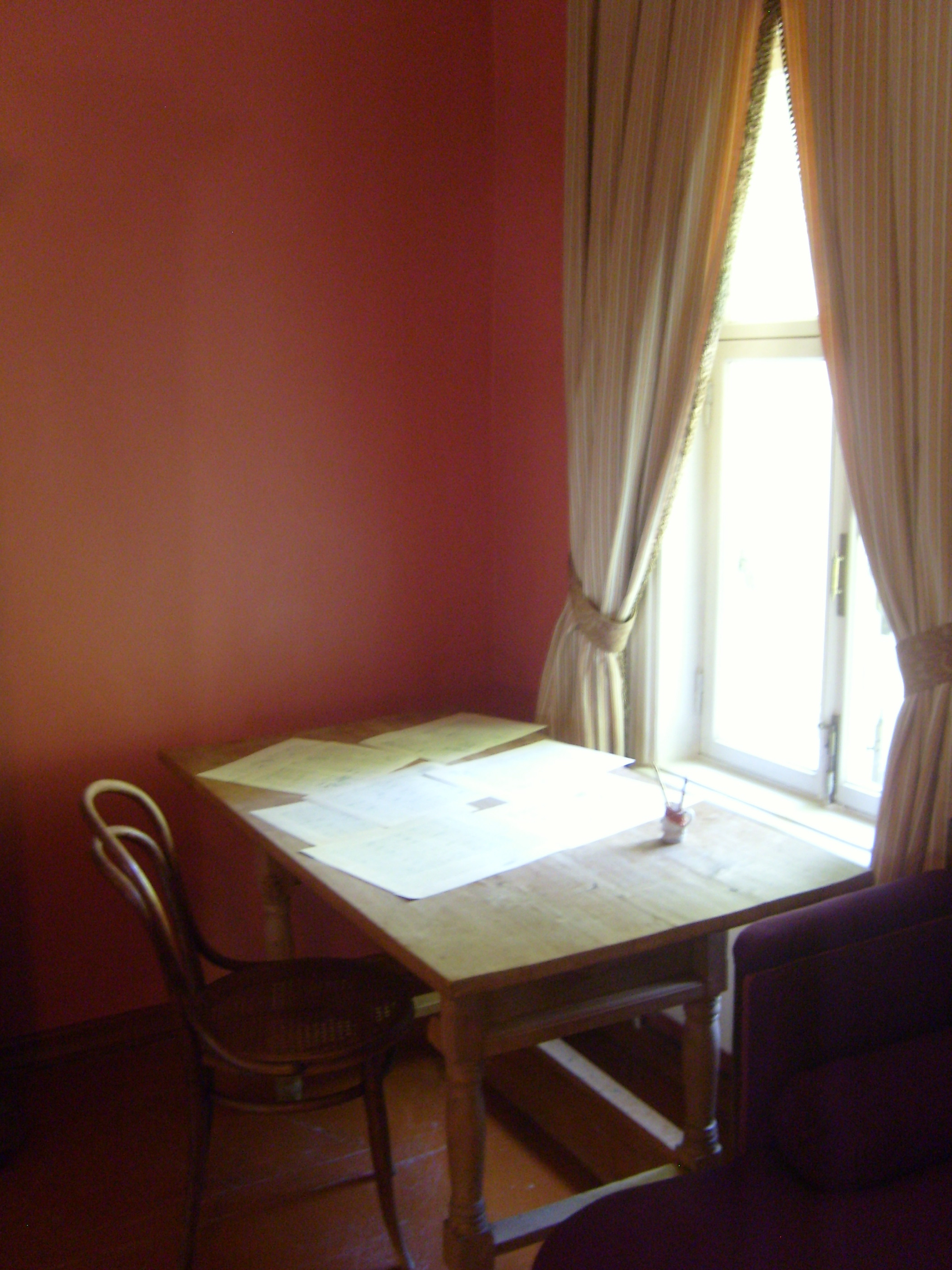
寝室から庭を見渡すテーブル。ここで交響曲第6番が作曲された。

1885年にチャイコフスキーは彼の友人、パトロンに宛てて次のように書き送っている。「近頃、私はモスクワからそう遠くない村に落ち着くことを夢見ています。これ以上彷徨うことはできません、くつろげる場所にたどり着き、その場所に留まりたいと心から願っているのです。」同年のはじめに彼はクリンから2キロメートルのマイダノヴォ（Майданово）という小さな村に、つつましい家を借りることにしている。その後、1888年から1891年にかけては近隣の別の村、フロロフスコエ（Фроловское）での借家住まいであった。チャイコフスキーがマイダノヴォの家に暮らしたのは1885年2月から1888年3月までの期間である。その家屋はセストラ川の岸に建ち、複数の池を持ちシナノキの古木が生える広い庭があったが、そこには草が生い茂っていた。その場所はモスクワやサンクトペテルブルク行きの列車が出る鉄道駅からは遠くなかったものの、市街地からの距離は望まない客人を寄せ付けないには十分であり、そうした人々に煩わされずに済んだのである。マイダノヴォの家で彼は1874年に作曲した古いオペラ『鍛冶屋のヴァクーラ』の改訂に取り掛かり、これを新たなオペラ『チェレヴィチキ』へと作り変えている。他にもマンフレッド交響曲やオペラ『チャロデイカ』が書かれた。チャイコフスキーは午後になると雑誌や書籍を読み、ピアノを弾き、客人と会話を交わし、森を散策し、キノコを採り、庭いじりをし、泳いだ。
チャイコフスキーにとって不運だったのはマイダノヴォを訪れる行楽客の増加に伴い、彼に会いたがる人の人数も増えてきたことだった。3か月のヨーロッパへの演奏旅行を終えた彼は同じ地方、フロロフスコエの村にある別の家に移ることを決意した。その後、1892年に弟のアナトーリへこう綴っている。「私はクリンに住むため家を借りました。見たことがあるんじゃないでしょうか、サハロフス（Sakharovs）の家、大きくて快適、町外れにありモスクワへの交通の便も良い（中略）郊外、もしくはほとんど同じですが、クリンに家を持たねばなりません - そう感じています。仕事をするのに落ち着いた静かな場所が、いつでも望むときに確かに得られるようにするためです。加えて、私はクリンに慣れてしまいました。家の中からの眺めは実に素晴らしい、相当な大きさの庭があるのです。将来この家を買い取ることも考えています。」
クリンの家に住む間にチャイコフスキーは『イオランタ』と『くるみ割り人形』の総譜の校正を完了し、18のピアノ小品 作品72、四重唱『夜』、『D.M.ラートガウスの詞による6つの歌』 作品73、そして交響曲第6番を書いている。
1893年10月3日にピアノ協奏曲第3番を完成したチャイコフスキーは同月7日にモスクワへ向けてクリンを発ち、続いて交響曲第6番の初演を指揮すべくサンクトペテルブルクへと向かった。そのままサンクトペテルブルクにて10月25日（新暦11月6日）に53歳で帰らぬ人となった。

## チャイコフスキーの仕事習慣
チャイコフスキーのクリンでの日課について、彼の弟で伝記作家でもあるモデスト・チャイコフスキーが次のように記している。「ピョートル・イリイチは朝の7時から8時の間に目覚める。紅茶を飲み読書をした後で散歩へ赴き、大抵の場合1時間ほどは帰ってこない。朝食の際に話し込んだり誰かのところへ出かけてしまう場合、チャイコフスキーはその日作曲しないのだということが知れた。そうでないのならオーケストレーションや校正作業、もしくは手紙を書くのに忙しいのである。
夕食を取ると、その後はどんな天気だろうと再び散歩に出かけていた。散歩をして独りになるということは、仕事中に独りになること同様に彼にとって必要なのであった。そうした時間に楽曲の主題について熟慮し、今後の作曲に関する構想を練ったのだ。」

## チャイコフスキーの家の内部
家屋は1870年代にV.S.サハロフによって建築された。土地はニコライ1世よりサハロフの一家に贈られたものであったが、一家が使用することはほとんどないままチャイコフスキーへ貸し渡され、その後売却された。チャイコフスキーはその2階に居住し、1階には使用人のアレクセイ・ソフロノフ（Alexei Sofronov）とその家族が住んだ。キッチンとダイニングも1階にあった。
応接室と書斎は2階のピアノが置かれた部屋で、建物中で最大の部屋である。ピアノはベッカー製で、チャイコフスキーがはじめてマイダノヴォにやってきた1885年にサンクトペテルブルクの会社から彼に贈られた楽器である。チャイコフスキーはコンサートホールで聴衆に向けてピアノを弾くことはなかったが、家では訪問客に弾いて聴かせることもあり、訪れた音楽家とは重奏を楽しんだ。彼は夕べの余興として多くの場合文学作品の音読も行っていた。
チャイコフスキーが毎朝食後に手紙を書いていた書き物机は部屋の端に置かれている。机を見下ろす位置にはサンクトペテルブルク音楽院の創設者で彼に楽器法と作曲を最初に教えたアントン・ルビンシテインの肖像画が掲げられている。ルビンシテインの真下の位置にある肖像画はルートヴィヒ・ヴァン・ベートーヴェンのものである。他の壁面は彼の家族、とりわけ父のイリヤ・ペトロヴィチ・チャイコフスキーと母のアレクサンドラ・アンドレーエヴナを写した多くの写真で飾られている。近くには2つの本棚があり、音楽関係のコレクションとロシアや国外の文学作品、そして購読していた雑誌の束が縛られた状態で収められている。部屋にある他の棚はチャイコフスキーへの贈り物で溢れており、そうした中には彼のアメリカ訪問中に贈られた自由の女神像の形をしたインク壺もある。
寝室は応接間とカーテンで仕切られた入口を隔てて隣接している。チャイコフスキーはこの部屋の未塗装の机に向かい、庭を見やりながら音楽を生み出していた。カレリア樺の机は彼がはじめてクリンに移ってきた際にマイダノヴォの村の職人の手で作られたものである。この机の上で彼の最後の大作、交響曲第6番『悲愴』は作曲されていった。

## チャイコフスキーの庭

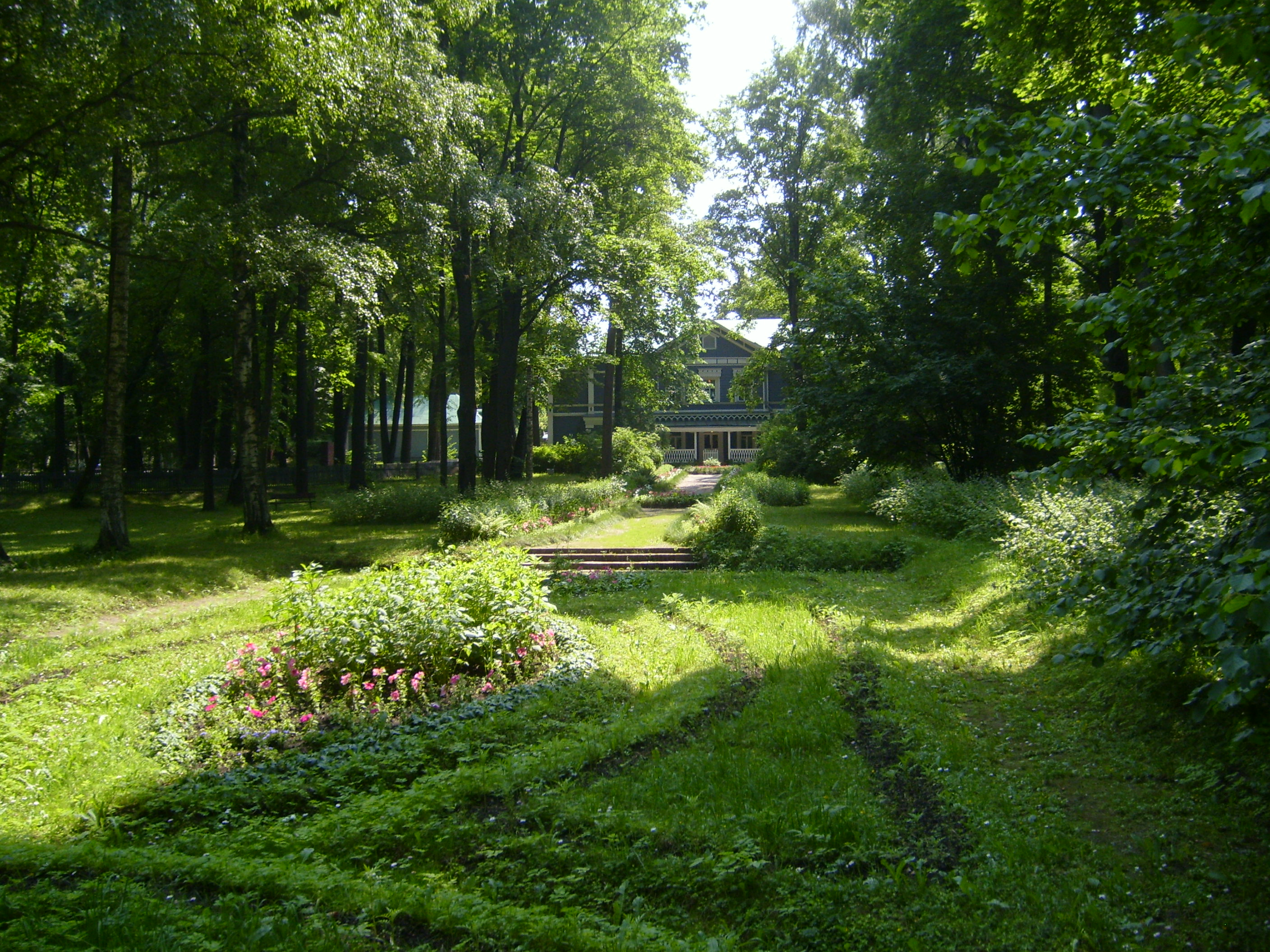
くぼみにスズランが群生するチャイコフスキーの庭。

晩年のチャイコフスキーは自然、田舎の暮らし、そして自宅の庭に強く魅かれていた。彼がナジェジダ・フォン・メックに宛てた書簡にはこう書かれている。「老年へと近づいていくほどに、自然の傍に居られることへの私の喜びはより快いものとなっていきます。春の美しさ、芽吹く草木、巣へと帰る鳥たち - つまりはロシアの春、実のところ地球上で最も美しく陽気なこの春がもたらす全てのものに、これほどまでに耽ったことは以前には一度もなかったのですから。」
また、次のようにも書いている。「田舎暮らしに勝る、よりよい生き方を提示することなど不可能です。新たにモスクワへ行く旅があるごとに、私は都市での生活がいかに自分を滅ぼすのかをますます強く思い知らされます。毎度ここへ帰り着く頃には完全に体調を崩しているのに、私の静かな居場所の中ではたちどころに治ってしまうのです。」
彼の庭はきれいに整ったものではなかったが、曲がりくねった小道に加えて家からずっといった奥にはガゼボを備え、さながら理想を具現化した森であった。チャイコフスキーは花、とりわけ地面に生える野生の花と日々の散歩で目にする森を愛でていた。特に好んだのがスズランで、自らスズランの詩を書きさえもした。兄の死後、弟のモデストは庭の中で低くなった場所にチャイコフスキーが称えたスミレ、ワスレナグサ、ブルーベルとともにスズランをまとめて植えた。現在の庭にはチャイコフスキーの頃にはなかった多くの花が植わっている。バラ、ベゴニア、アラセイトウ、フロックス、シュッコンタバコなどである。

## チャイコフスキーの死後

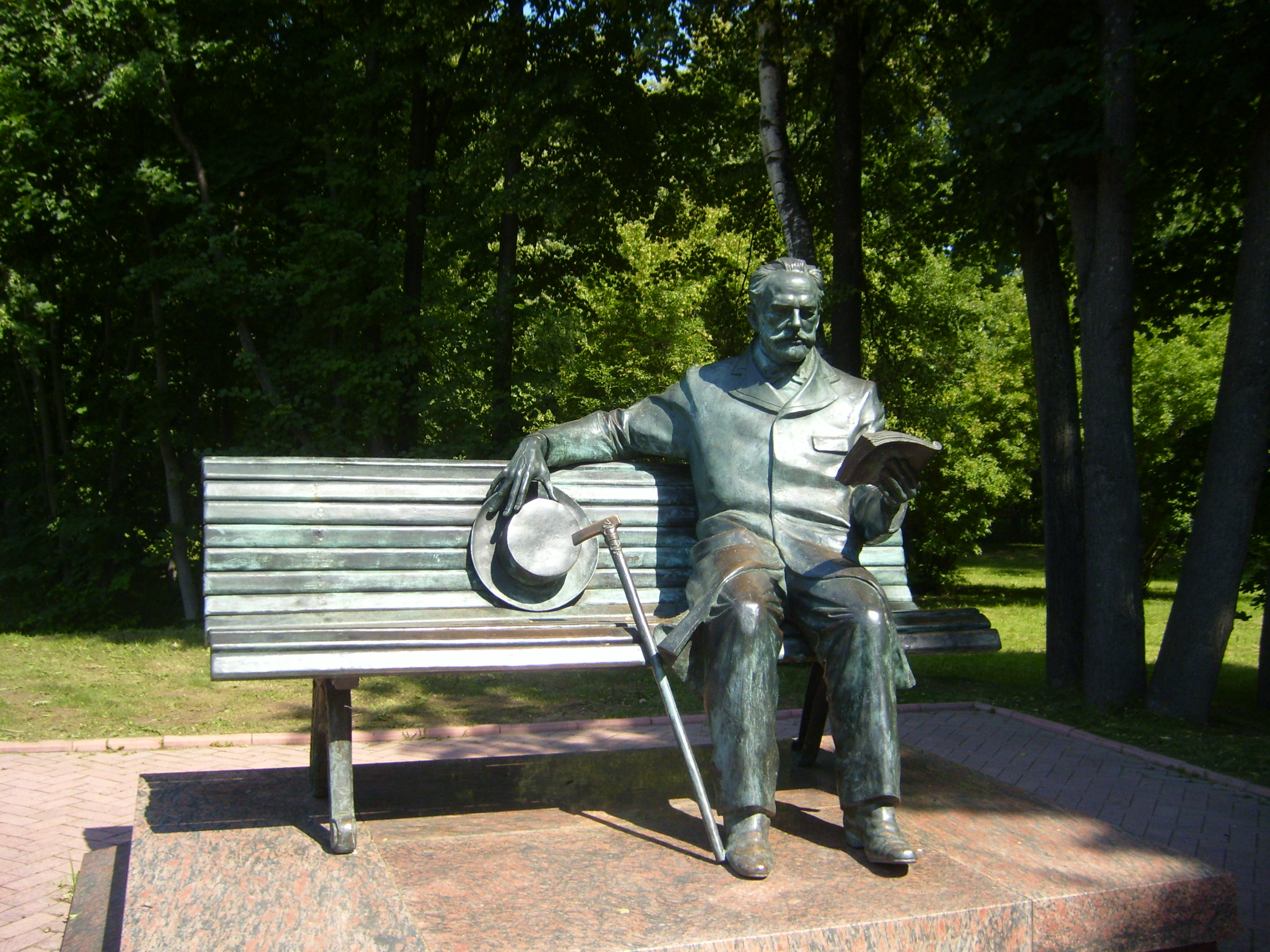
クリンの家の庭近くにあるチャイコフスキー像。

チャイコフスキーがこの世を去ると、彼の弟で劇作家、翻訳家であったモデスト・チャイコフスキーがロシアでは初となる音楽と追悼の博物館を創設することを決めた。チャイコフスキー作品の権利を有していた作曲家の甥にあたるウラジーミル・ダヴィドフも事業に加わった。彼らは家屋をそのまま保存できるように別の棟を建設し、チャイコフスキーの楽譜、自筆譜、蔵書の保管庫を準備した。モデストは1916年に死去する際、博物館をロシア音楽協会のモスクワ支部へと遺贈した。さらに、ザルツブルクのモーツァルト博物館、ボンのベートーヴェン・ハウスの運用規則に厳密に従うよう求めた。
1917年、十月革命の勃発後、ドロシェンコという無政府主義者が家族と共に博物館に住みつき、寝室のひとつの壁にかけられていた教皇イノケンティウスの肖像画に向けて発砲したとされる。ドロシェンコは1918年4月にようやく逮捕された。1918年に教育人民委員部の保護施設に位置づけられ、1921年には国有化された。
1941年6月、ナチス・ドイツのソビエト侵攻が始まると、博物館の記念品コレクションや蔵書はウドムルト共和国のチャイコフスキーの生地、ヴォトキンスクの小さな村に移送されることになった。1941年から1942年のモスクワの戦いでは家屋はドイツ軍に占領され、1階は二輪車の駐車場、2階は兵舎として利用された。1944年の暮れには展示品が戻され、チャイコフスキーの誕生日前日にあたる1945年5月6日、博物館は営業を再開した。
1920年代には毎年5月7日にチャイコフスキーの誕生日を祝って音楽家が博物館に集い、演奏を行うのが習わしとなっていた。ウラディミール・ホロヴィッツなどの著名ピアニストには、チャイコフスキーのサロンで彼のグランドピアノを演奏できる栄誉が与えられた。1958年から開催されているチャイコフスキー国際コンクールの優勝者、ヴァン・クライバーン（1958年）、ミハイル・プレトニョフ（1978年）、ボリス・ベレゾフスキー（1990年）らもクリンに招かれてチャイコフスキーのピアノを演奏している。コンクールに出場した音楽家らが庭にオークを植える習慣もある。
1964年には家の近くにコンサートホール、展示エリア、ビジターセンターが開設された。

## ギャラリー

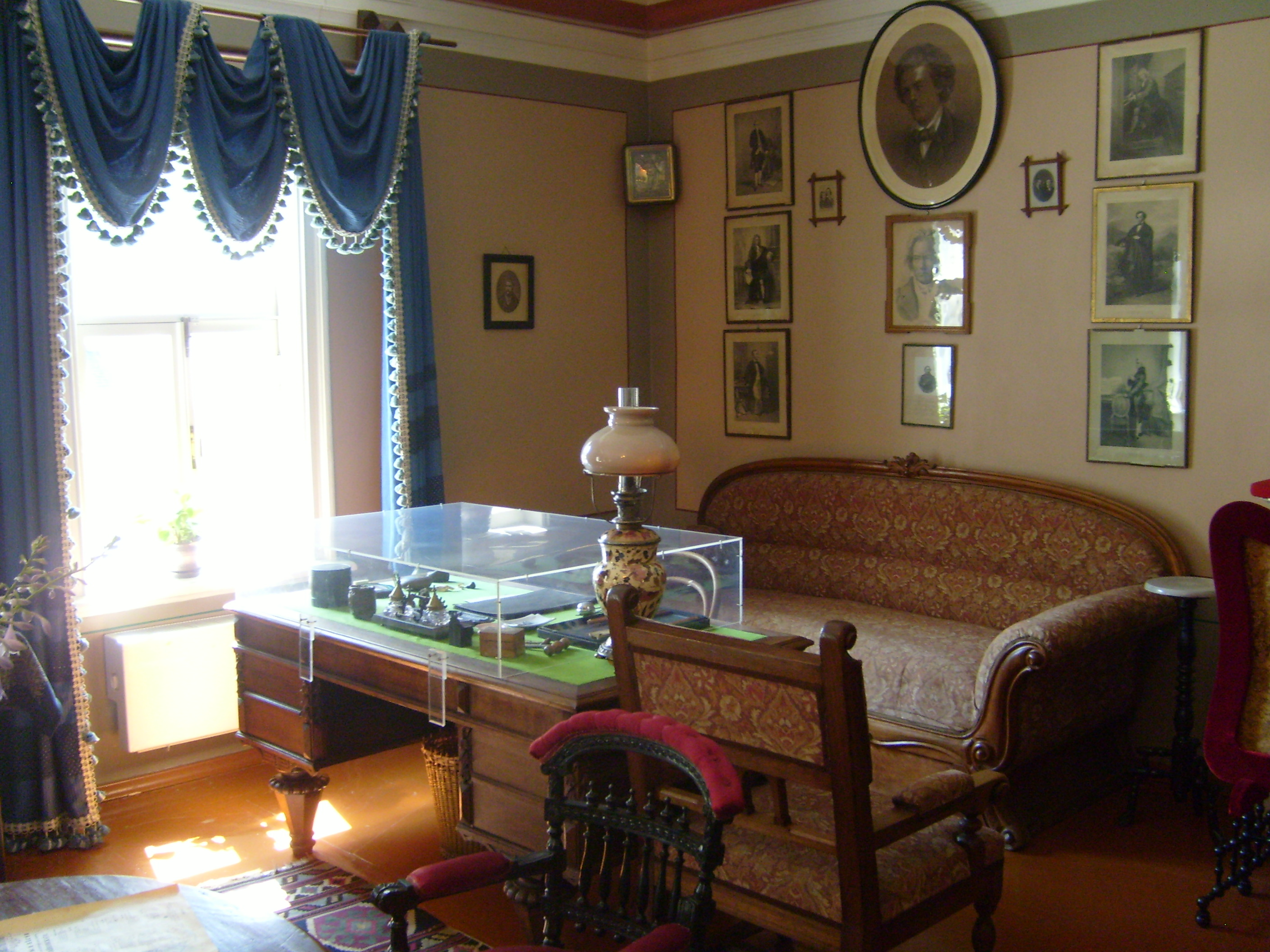
応接間にあるチャイコフスキーのデスク。ここで手紙を書いていた。机の上に掲げられた肖像画は作曲の指導を仰いだアントン・ルビンシテイン。
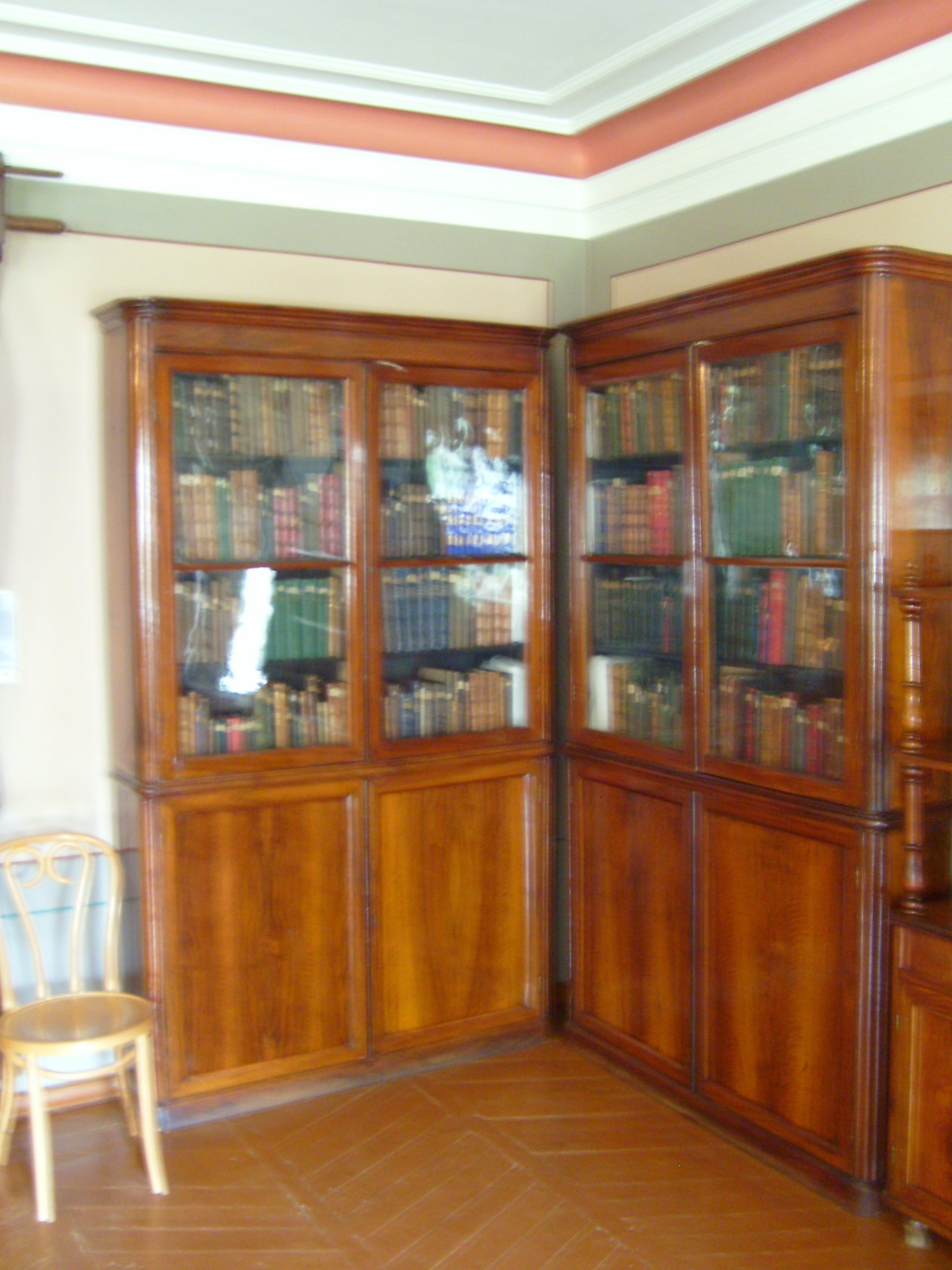
応接間にあるチャイコフスキーの本棚。
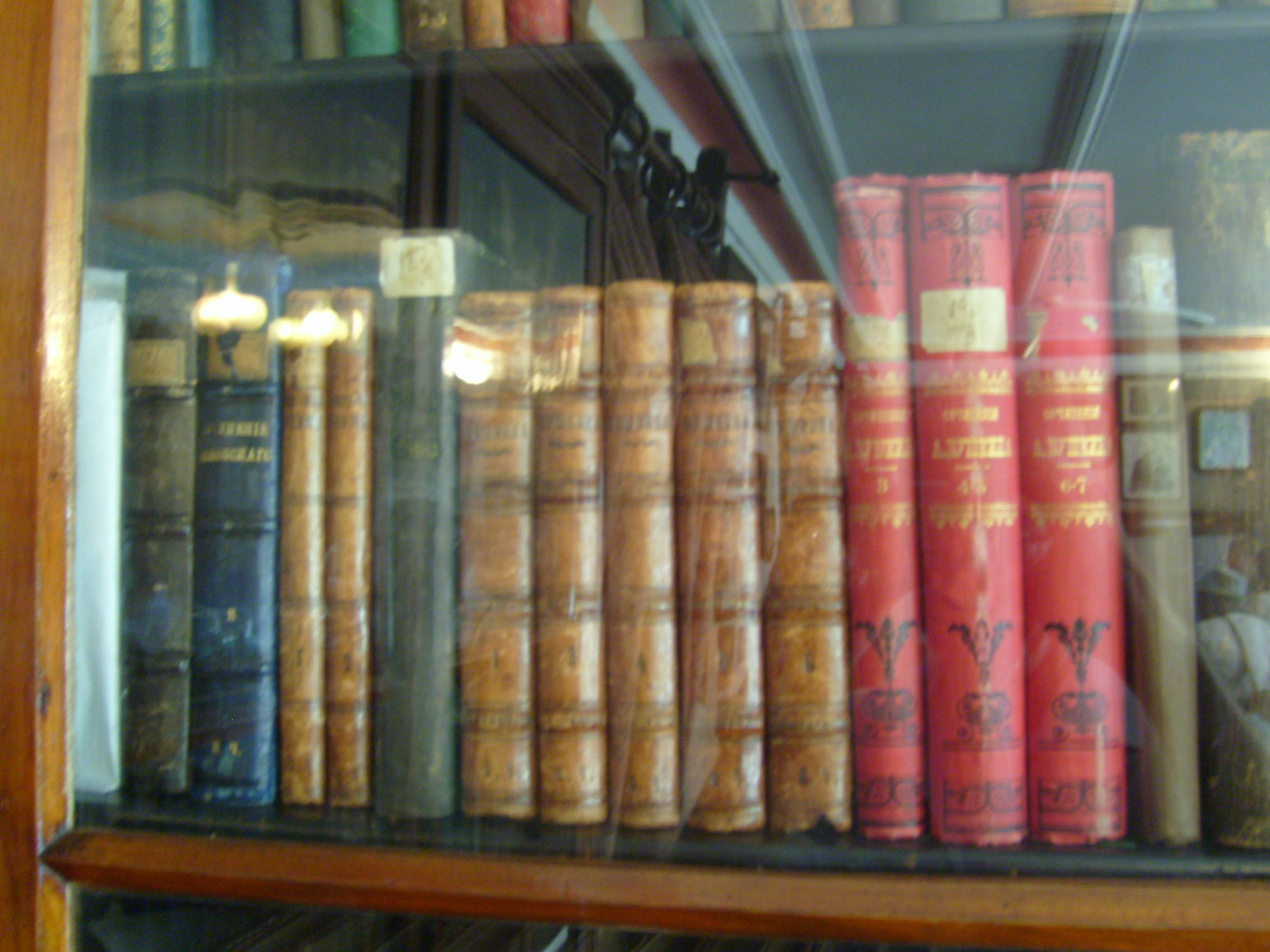
チャイコフスキーの本棚に並んだアレクサンドル・プーシキンの作品（茶色の革背表紙）。これらを原作としてオペラ『エフゲニー・オネーギン』や『スペードの女王』が書かれた。
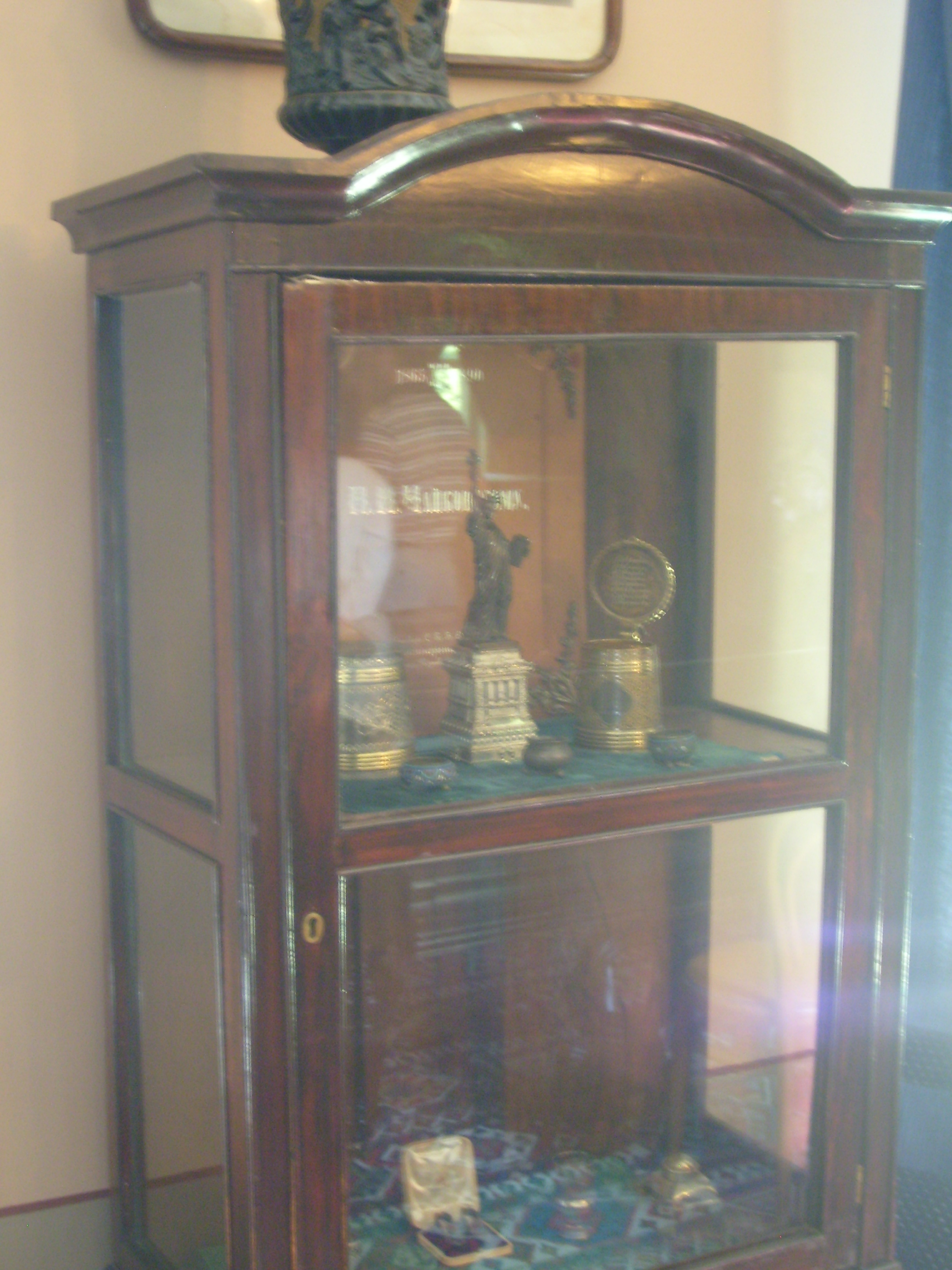
チャイコフスキーに贈られたお土産。1891年のニューヨーク訪問時にアメリカのファンが渡した自由の女神像の形をしたインク入れもある。
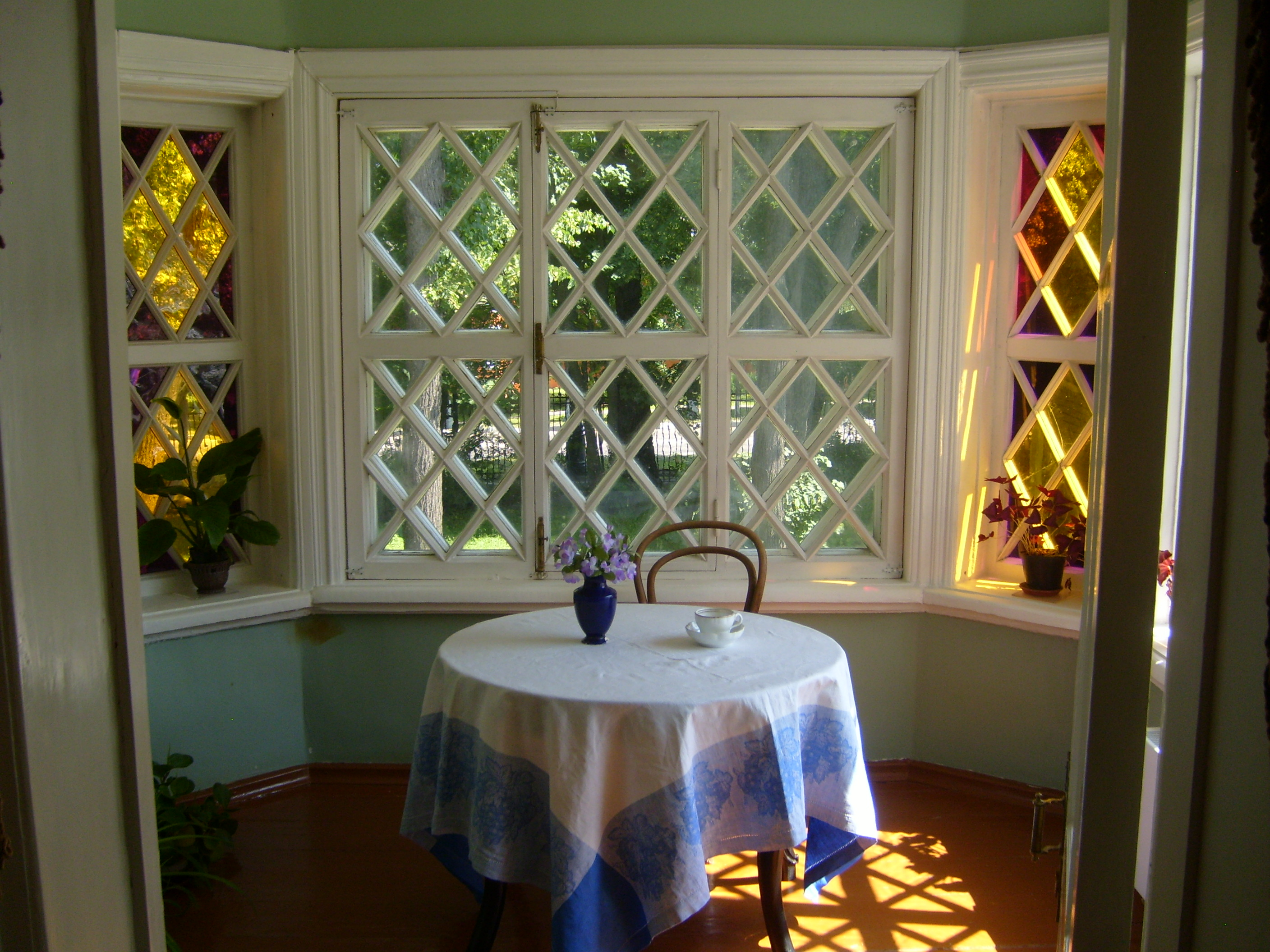
チャイコフスキーの応接間に隣接する小さなお茶室。
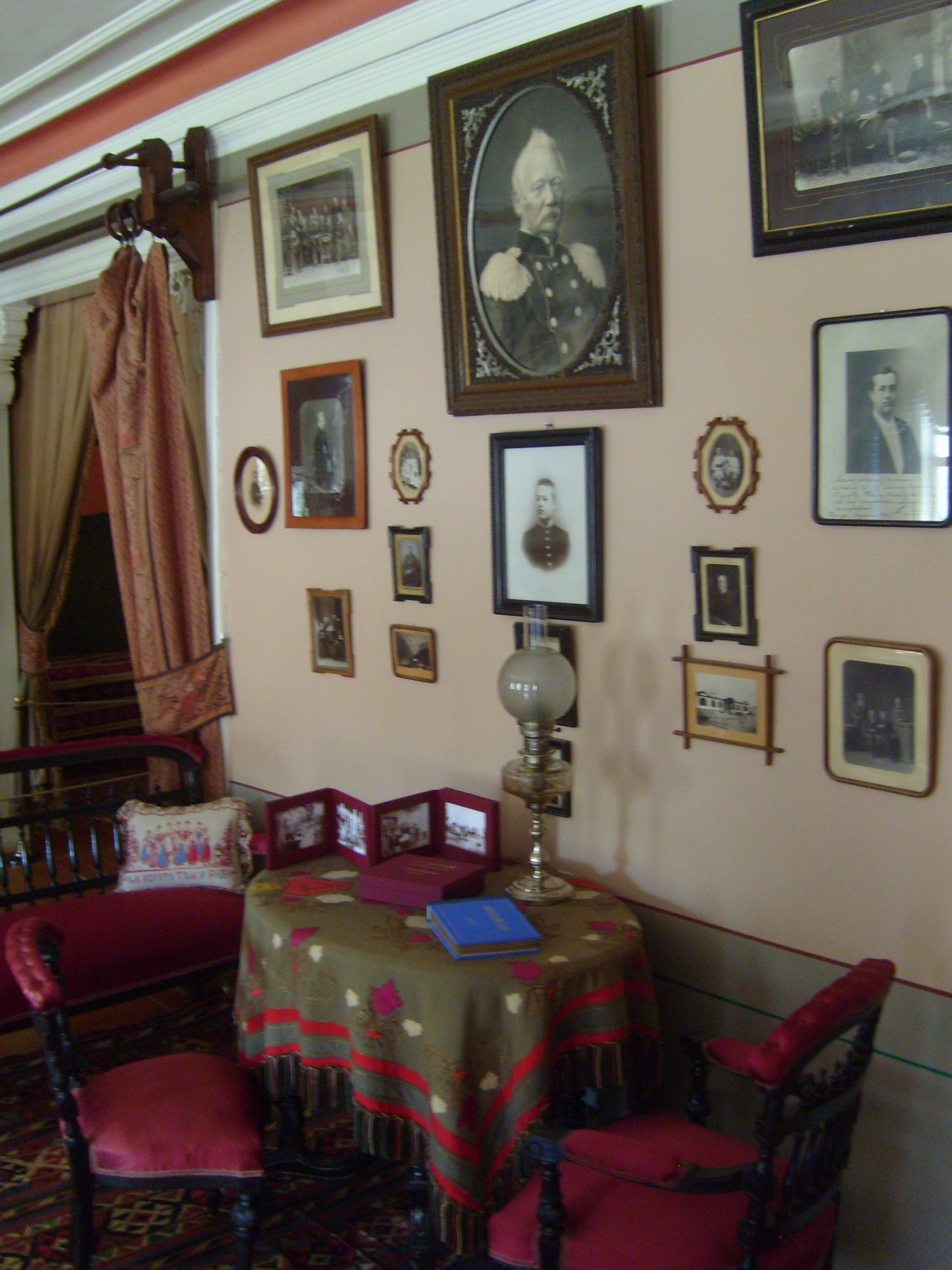
応接間に掲げられたチャイコフスキーの父親と他の家族の肖像画。カーテンの仕切りにより寝室へ続いている。
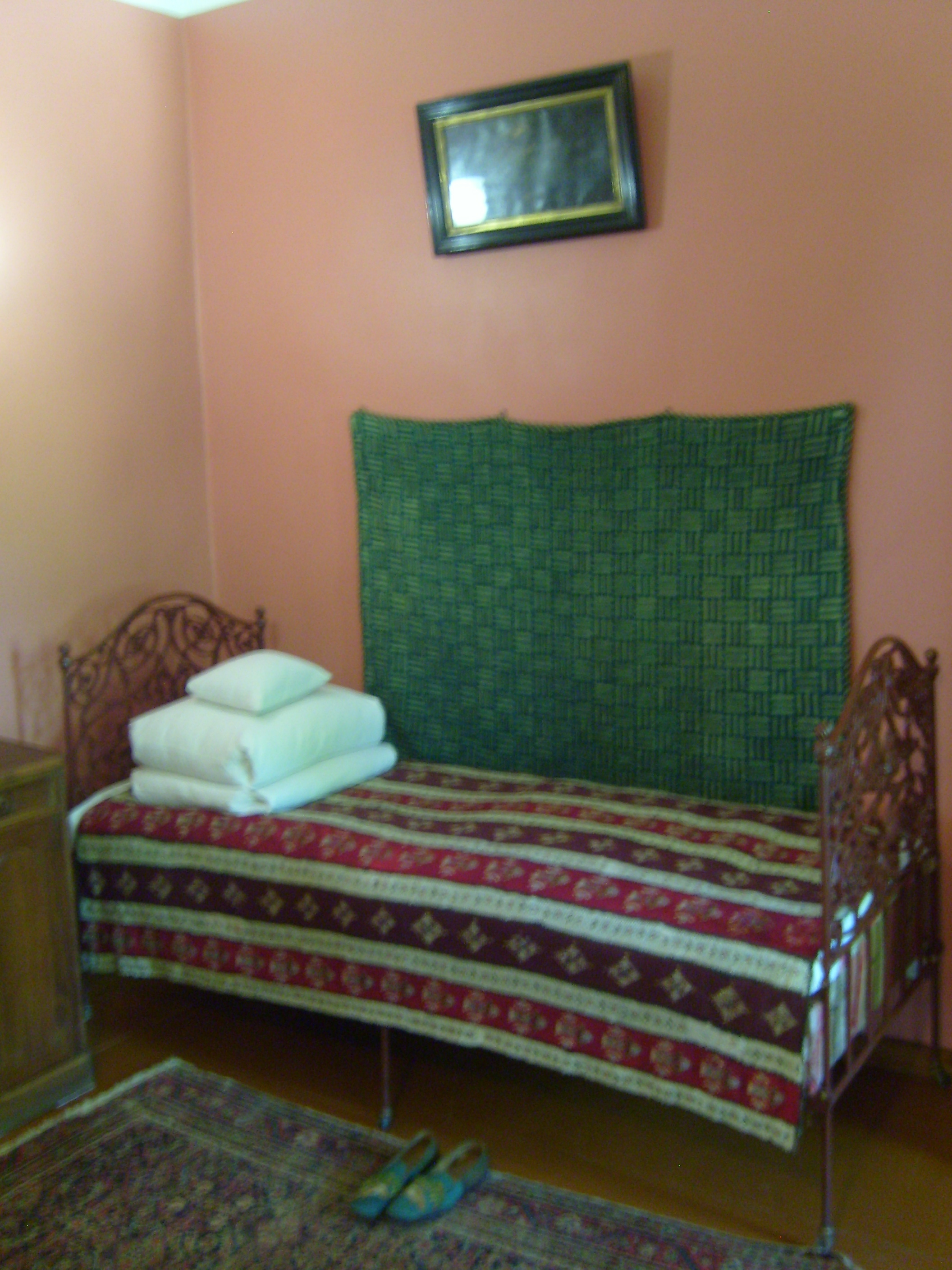
チャイコフスキーのベッド。
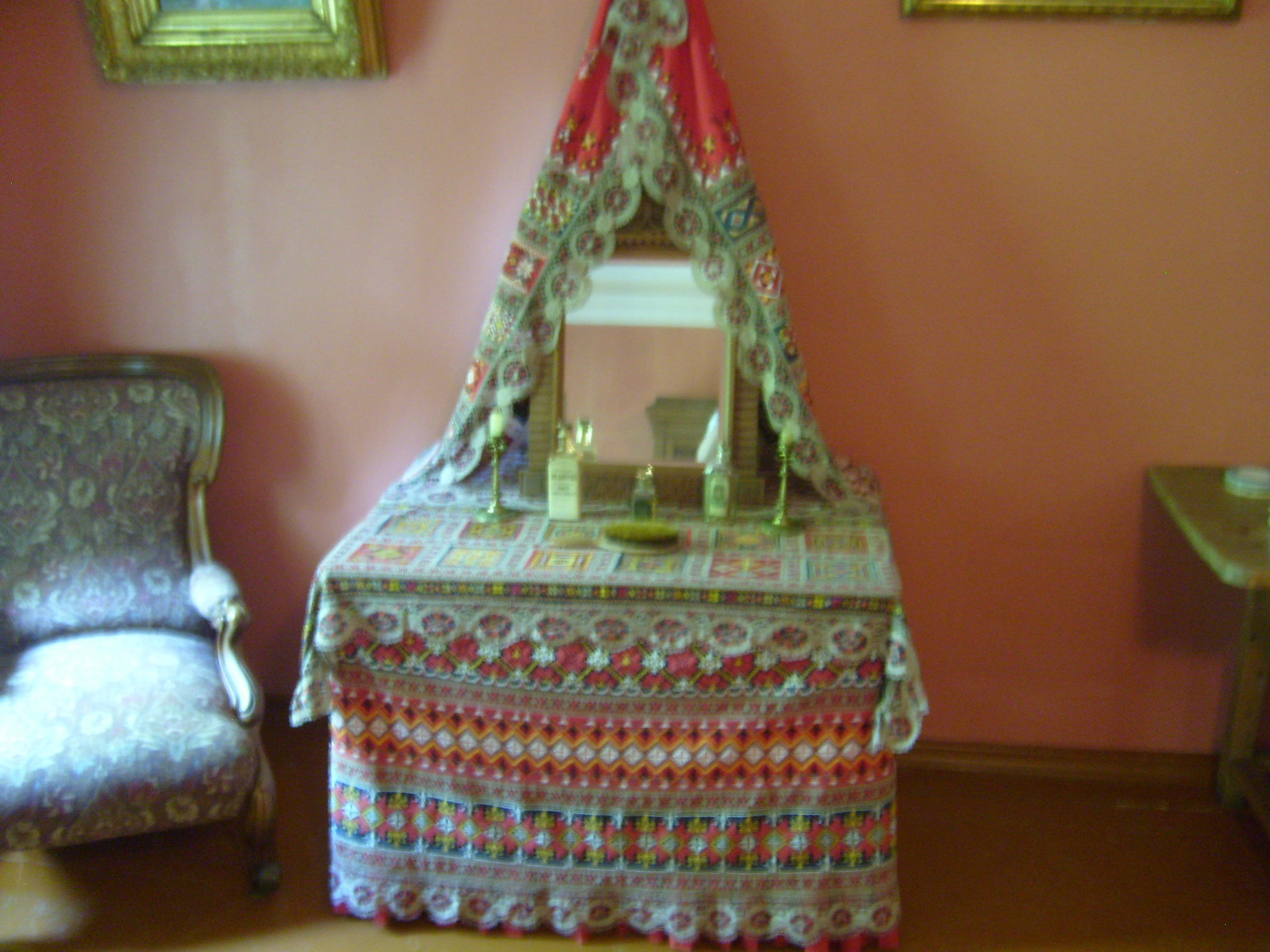
チャイコフスキーの寝室にある化粧机。
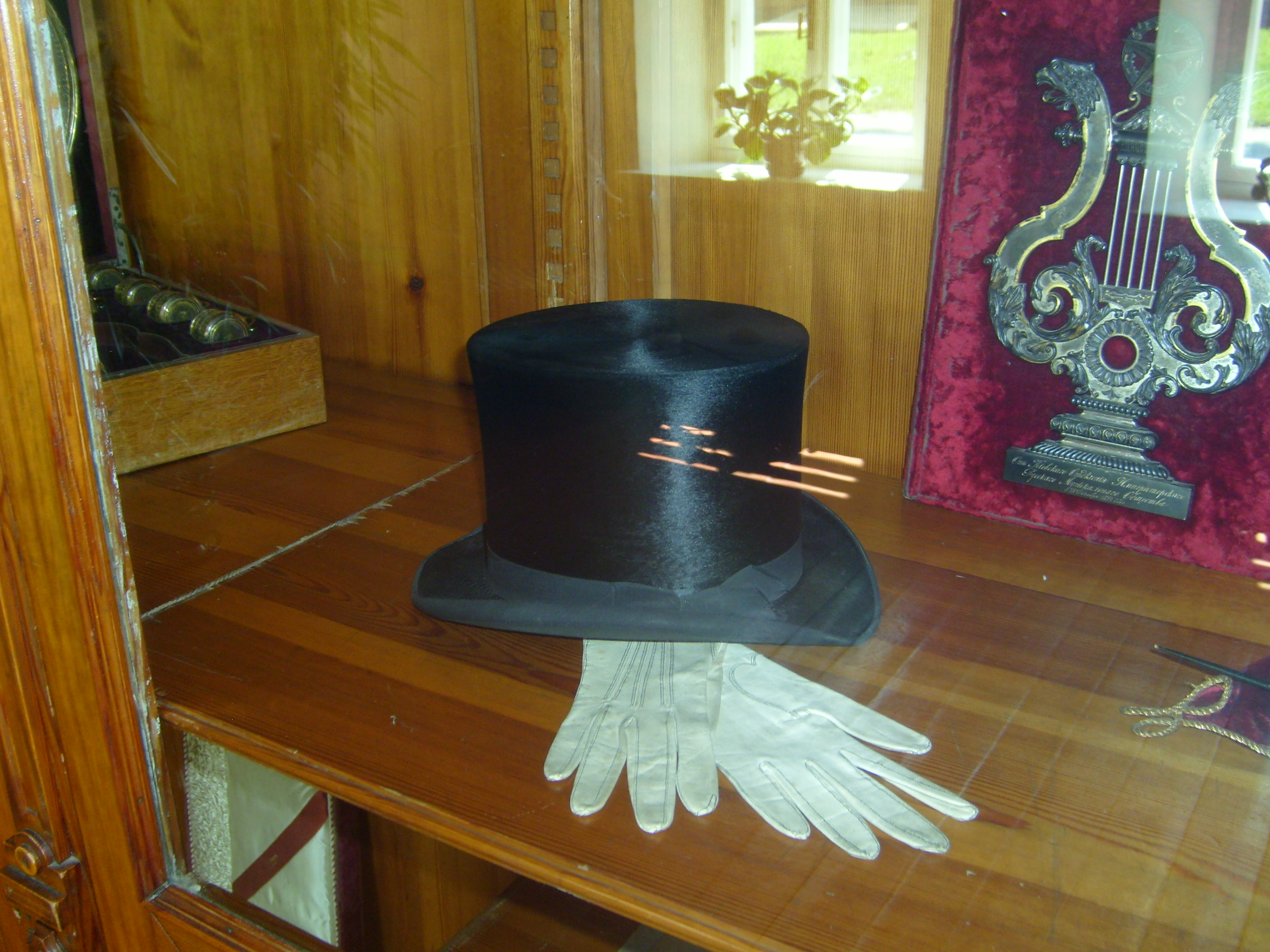
チャイコフスキーの帽子と手袋。
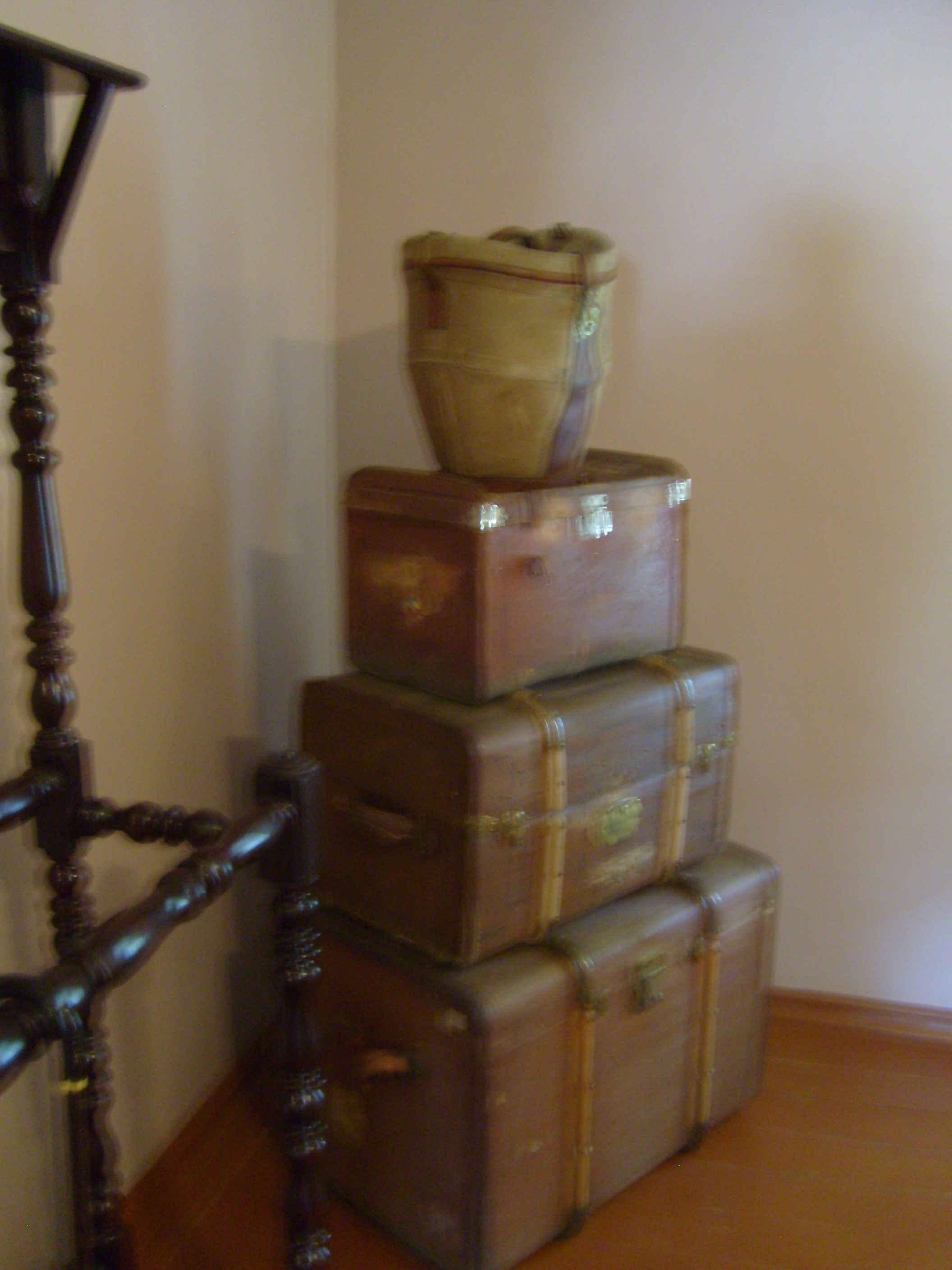
演奏旅行に携行していたチャイコフスキーの鞄。